# William Stowe

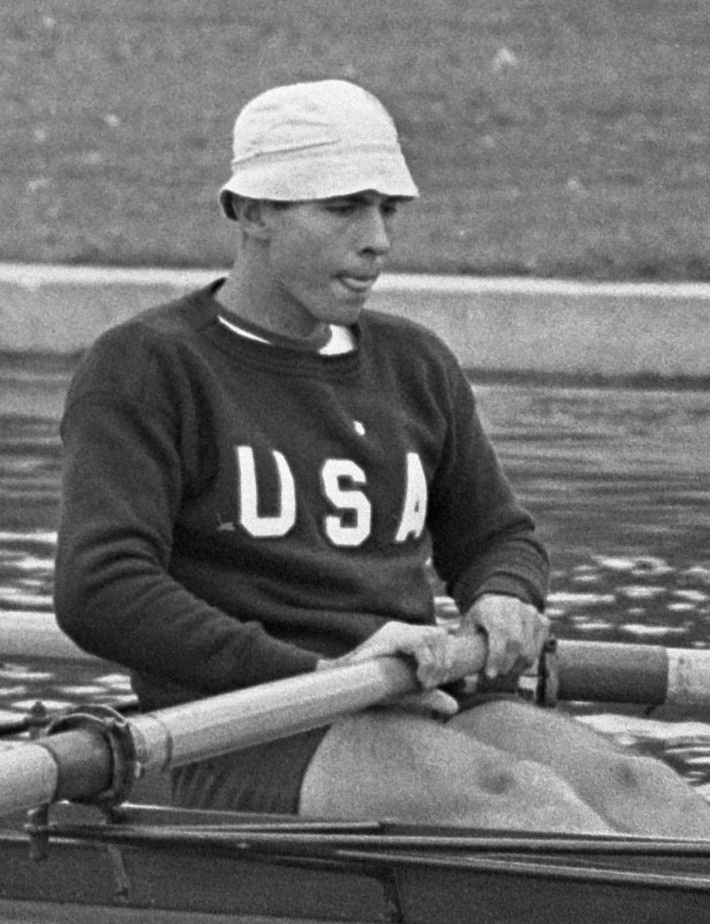
William Stowe, 1964

William „Bill“ Arthur Stowe (* 23. März 1940 in Oak Park, Illinois; † 8. Februar 2016 in Lake Placid, New York) war ein US-amerikanischer Ruderer.
Stowe begann in der High School mit dem Rudersport und war in seiner Collegezeit an der Cornell University Schlagmann des dortigen Achters, der in den Jahren 1960 bis 1962 die College-Meisterschaften gewann. 1963 ruderte er als Leutnant der US Army für den Club de Nautique de Saigon. Nach seiner Rückkehr war er Schlagmann des Achters beim Vesper Boat Club in Philadelphia. Bei den Olympischen Spielen 1964 stellte mit dem Boot vom Vesper Boat Club erstmals ein Verein den US-Achter und nicht eine Hochschule. Der US-Achter war Außenseiter gegen den favorisierten Deutschland-Achter. Die beiden Boote trafen bereits im ersten Vorlauf aufeinander und der Deutschland-Achter siegte mit 0,28 Sekunden Vorsprung. Im Finale siegte das US-Boot mit über fünf Sekunden Vorsprung. Bei den Panamerikanischen Spielen 1967 gewann Stowe im Vierer mit Steuermann, wobei dem Boot mit Hugh Foley und Steuermann Robert Zimonyi zwei weitere Olympiasieger von 1964 angehörten.